# Luis Enrique García Rodríguez
Luis Enrique García Rodríguez (La Paz, Bolivia) es un economista boliviano. Fue presidente ejecutivo de CAF -banco de desarrollo de América Latina desde diciembre de 1991 hasta marzo de 2017.

## Biografía
Fue ministro de Planeamiento y Coordinación de Bolivia y Jefe del Gabinete Económico y Social entre 1989 y 1991. Representó a Bolivia como Gobernador por su país en el Grupo del Banco Mundial, el BID, el Fondo Financiero de la Cuenca del Plata Fonplata y miembro del Comité de Desarrollo del BIRF y del FMI. También fue viceministro de Planificación y miembro del directorio del Banco Central de Bolivia.
En el ámbito internacional  funcionario del Banco Interamericano de Desarrollo (BID) durante 17 años, del que fue Tesorero, luego de haber ocupado otras posiciones directivas.
Ha sido catedrático de la Universidad Mayor de San Andrés y de la Universidad Católica, ambas en Bolivia. Cuenta con licenciatura y una maestría en Economía y Finanzas de St. Louis University (USA) y estudios de posgrado en desarrollo económico en American University(USA).  Es  catedrático y coordinador 2019-20  de la Cátedra José Bonifacio  de la Universidad de São Paulo(USP) en Brasil,  profesor visitante en práctica del Departamento de Relaciones Internacionales del London School of Economics (LSE), profesor invitado de Beijing Normal University y miembro del Consejo Asesor Académico del Emerging Markets Institute en Beijing. Ha recibido doctorados y otros títulos honorarios de varias universidades. a nivel internacional. 
Le han sido otorgadas altas condecoraciones de los gobiernos de Argentina, Bolivia, Brasil,Colombia, Ecuador, España, Panamá, Paraguay, Perú, Uruguay,Venezuela y la Soberana Orden de Malta, así como del Parlamento Andino, del Senado boliviano y de la Asamblea Legislativa boliviana, entre otros. También ha recibido premios y distinciones de diversos gobiernos regionales y locales, así como de instituciones, revistas y medios especializados a nivel internacional. 
Tiene publicaciones sobre temas económicos, bancos de desarrollo y relaciones internacionales en libros revistas especializadas.

## Vinculación con otras organizaciones
- Presidente del Consejo de Relaciones Internacionales  de América Latina (RIAL)
- Chairman del Trust for the Americas de la OEA
- Copresidente del Consejo Iberoamericano para la Productividad (CIPYC)
- Vicepresidente de la Junta Directiva del Grupo Financiero BISA  (Bolivia)
- Visepresidente del Directorio del Banco BISA (Bolivia)
- Co-Vicepresidente del Consejo Directivo del Diálogo Interamericano
- Vicepresidente de Canning House en Londres.
- Miembro del Consejo Asesor del Programa de América Latina del Centro Woodrow Wilson
- Miembro del Consejo del Decano de la Escuela Kennedy de la Universidad de Harvard
- Miembro del Consejo Asesor del Centro de Estudios Latinoamericanos de la Universidad de Georgetown (USA)
- Miembro del Consejo Asesor del Keough School de la Universidad de Notre Dame (USA)
- Miembro del Consejo Directivo del Instituto de las Américas
- Miembro del Grupo de Personas Eminentes de la Iniciativa de la Cuenca del Atlántico
- Miembro del Directorio de la Universidad Privada Boliviana (UPB)
- Miembro del Consejo Fiduciario y del Directorio de la Fundación SOLYDES (Bolivia)
- Miembro del Consejo de Ciencia y Tecnología de la Academia de Ciencias de Bolivia.
- Miembro de la Junta Directiva de la Fundación para las Américas de la OEA
- Miembro asociado del Consejo Argentino de Relaciones Internacionales (CARI)
- Patrono de la Fundación Euroamérica
- Académico de Número de la Academia Boliviana de Ciencias Económicas

## Honores y distinciones
- : doctor honoris causa de la Universidad Nacional de Tres de Febrero (Argentina, 2015).[1]
- Medalla de la República Oriental del Uruguay ( Uruguay, 2017).[2][3]